# Wolf and Sheep
Wolf and Sheep er en dansk film fra 2017, filmen er instrueret af Shahrbanoo Sadat.

## Medvirkende
- Qodratollah Qadiri som Qodrat
- Sediqa Rasuli som Sediqa
- Amina Musavi som Abzina
- Sahar Karimi som Nikbakht
- Masuma Hussaini som Nazok
- Said Mohammad Amin Naderi som Nazar
- Zekria Khoda Dadi som Safdar
- Qorban Ali Khoda Dadi som Qorban
- Ali Khan Ataee som Jawad
- Haji Ahmad Darvishi som Zahir

## Eksterne Henvisninger
- Wolf and Sheep på Internet Movie Database (engelsk)
- Wolf and Sheep på Filmdatabasen
- Wolf and Sheep på danskfilmogtv.dk
- Wolf and Sheep på Scope
- Wolf and Sheep i Svensk Filmdatabas (svensk)
- Wolf and Sheep på AlloCiné (fransk)
- Wolf and Sheep på MovieMeter (nederlandsk)
- Wolf and Sheep på The Movie Database (engelsk)
- Wolf and Sheep på Rotten Tomatoes (engelsk)
- Wolf and Sheep på Metacritic (engelsk)